# Dealul Pietriș

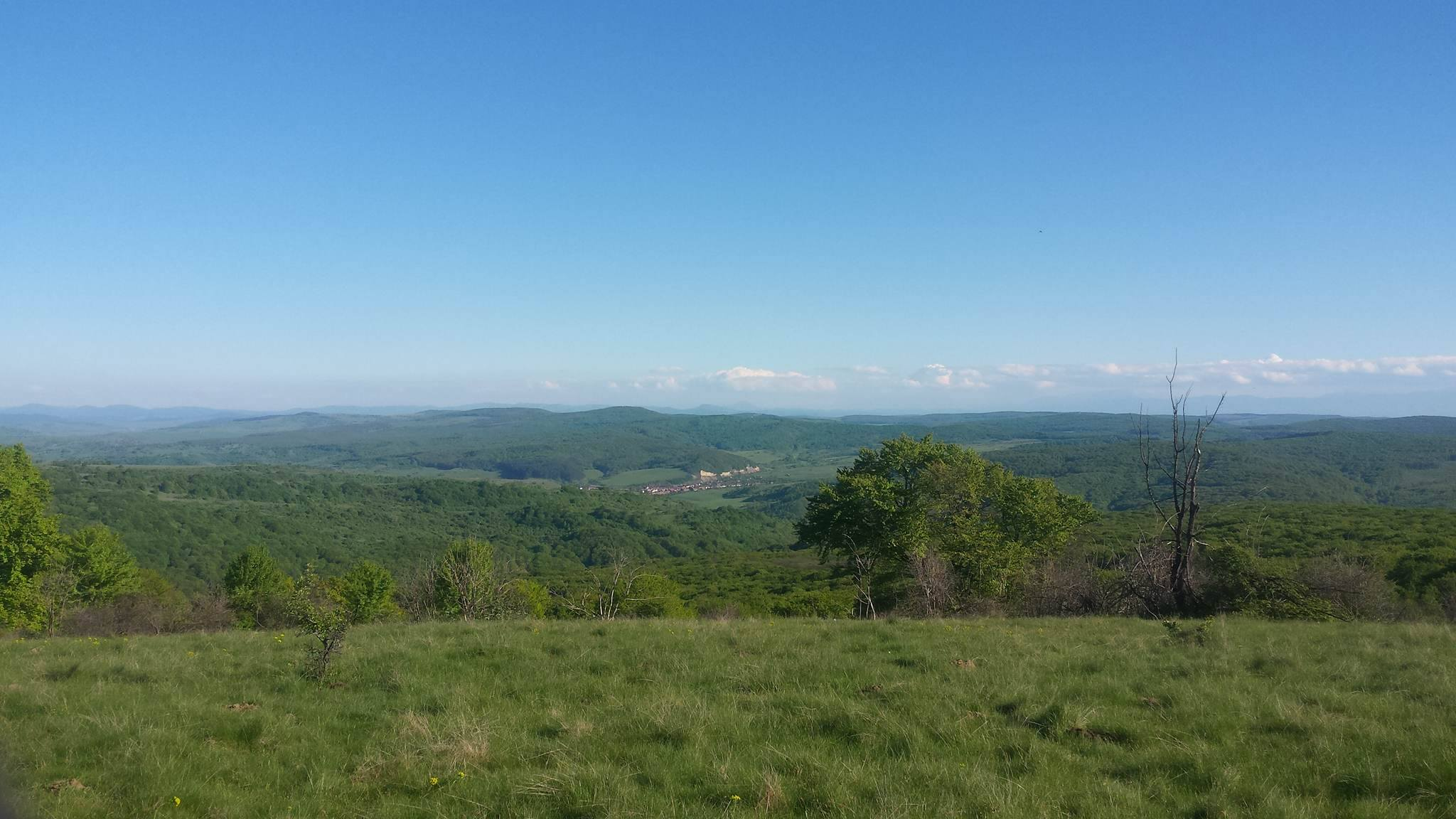
Vedere din vârf.

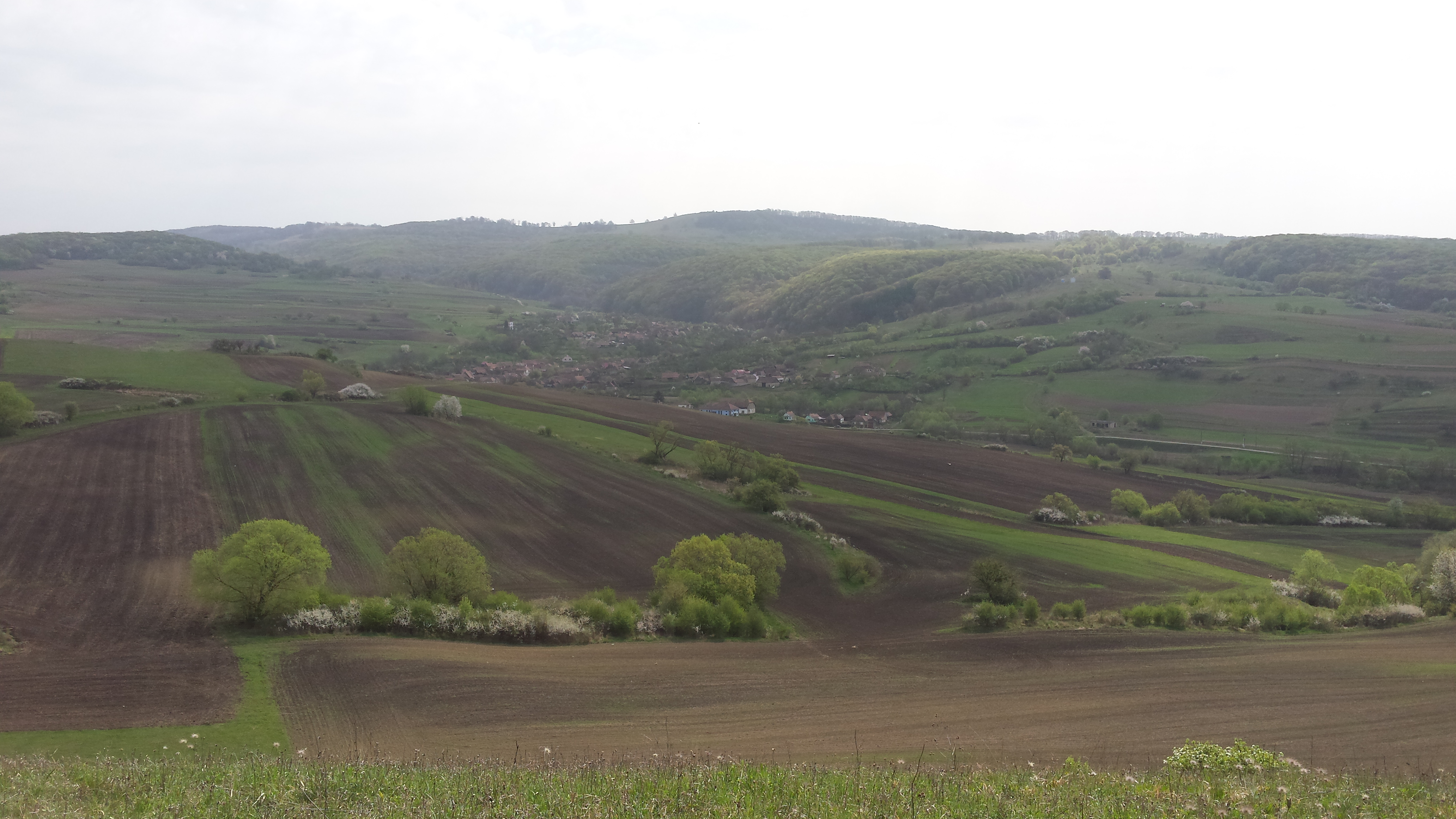
Dealul Pietriș

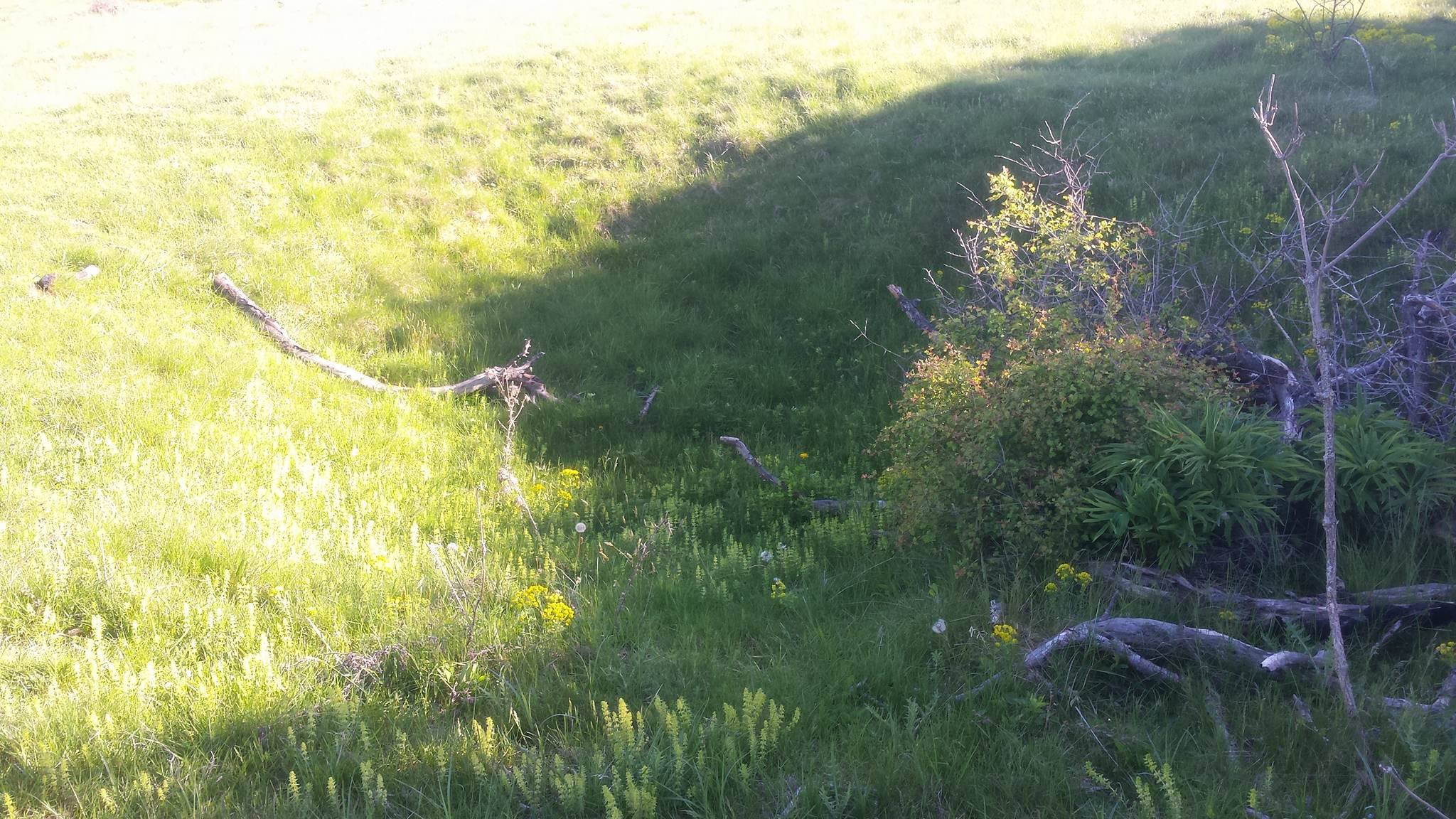
Cuib de artilerie.

Dealul Pietriș (cunoscut pe plan local și ca Dealul Nucilor sau Deșug), în maghiară Diós-hegy, este un deal submontan extern, parte a Subcarpaților Transilvaniei. Este cel mai vestic deal submontan al Subcarpaților din partea de sud a Transilvaniei, cel mai înalt punct din comuna Vânători (Județul Mureș), dar și din întreg sudul județului Mureș. Altitudinea de 839 de metri îl face vizibil de la o distanță de până la 20 de kilometri.

## Localizare
Dealul Pietriș este localizat în partea de sud-est a județului Mureș, pe teritoriul comunei Vânători și face parte din teritoriile satelor Feleag și Archita. La baza sudică a acestuia este localizat tronsonul de cale ferată Sighișoara - Brașov , parte a coridorului IV Pan-European și drumul județean 133, în paralel cu calea ferată. Cele mai apropiate orașe sunt Sighișoara și Cristuru Secuiesc.

## Relief
Relieful dealului este unul de tip dom, caracteristic dealurilor submontane din sud-estul Transilvaniei, având acumulări de gaz metan, fiind înconjurat în partea de nord-vest de dealuri cu relief de tip Dom dar cu altitudini mai mici (500-545 m). Cea mai apropiată înălțime submontană este Dealul Rez (933 m), localizat pe teritoriul orașului Cristuru Secuiesc, la 12 kilometri nord-est fiind despărțite de culoarul Târnavei mari. La baza dealului Pietriș își au obârșia mai mult de o duzină de izvoare care la confluență creează 6 afluenți nordici ai râului Archita, cele mai mari în debit fiind pâraiele Feleag și Iaroș.

## Istorie
Dealul Pietriș a fost văzut încă din evul mediu ca un punct strategic valoros. În luna septembrie 2014 a fost descoperită o fortificație în vârful dealului , care constă dintr-un val de pământ cu formă circumferențiară, cu o lungime de aproximativ 400 de metri, cu o lățime de 4 metri și înălțime de 4 metri,  însumând o suprafață de aproximativ 7 hectare. La aproximativ 800 de metri sud, în pășunatul Tutuleag (teritoriul satului Archita), au fost descoperite morminte, cel mai probabil celtice, ceea ce denotă că zona dealului Pietriș a fost locuită încă din vremuri străvechi. Totodată în partea de vest a dealului în zona de pășunat a satului Feleag există conglomerate fosilifere preistorice. Chiar și în anii celui de-al Doilea Război Mondial, dealul a fost văzut ca un punct strategic, mărturie stând două cuiburi de artilerie în vârful dealului. Ca pe vârful oricărui deal înalt, în vârful dealului Pietriș există o cruce sculptată din stejar înaltă de 10 metri.